# Tempio votivo dei Caduti
Il tempio votivo dei Caduti o cappella di San Tommaso di Villanova è un edificio sacro che si trova in piazza IV Novembre ad Anghiari.
La cappella fu costruita tra il 1777 e il 1778, faceva parte del vasto complesso architettonico fatto erigere da Benedetto Corsi tra il 1777 e il 1794, comprendente Palazzo Corsi e il Teatro dei Ricompositi. Era dedicata in origine a San Tommaso da Villanova, patrono della nobile famiglia anghiarese.
L'interno a navata unica voltata a botte conserva inalterata la raffinata ornamentazione settecentesca con pareti incrostate di marmi preziosi. Venne acquistata nel 1900 dal Comune assieme al Palazzo e relativo giardino; nel 1925 fu compiuta la facciata su disegno dell'architetto Remo Magrini.